# Teluk Kecimbung (Bathin Viii)
Teluk Kecimbung is een bestuurslaag in het regentschap Sarolangun van de provincie Jambi, Indonesië. Teluk Kecimbung telt 1324 inwoners (volkstelling 2010).